# Sibynomorphus turgidus
Espèce
Synonymes
- Cochliophagus inaequifasciatus Duméril, Bibron & Duméril, 1854
- Sibynomorphus inaequifasciatus (Duméril, Bibron & Duméril, 1854)
- Leptognathus turgida Cope, 1868
- Tropidodipsas spilogaster Griffin, 1915

Sibynomorphus turgidus  est une espèce de serpents de la famille des Dipsadidae.

## Répartition
Cette espèce se rencontre :
- au Brésil dans les États du Mato Grosso et du Rio Grande do Sul ;
- dans le sud-est de la Bolivie ;
- en Uruguay ;
- dans le nord du Paraguay ;
- en Argentine dans les provinces de Misiones, de Corrientes, du Chaco, d'Entre Ríos, de Santa Fe, de Córdoba, de Tucumán, de Salta et de Jujuy.

## Publication originale
- Cope, 1868 : An examination of the Reptilia and Batrachia obtained by the Orton Expedition to Equador and the Upper Amazon, with notes on other species. Proceedings of the Academy of Natural Sciences of Philadelphia, vol. 20, p. 96-140 (texte intégral).